# Шмакова (Махнёвское муниципальное образование)
Шмакова — деревня Алапаевском районе Свердловской области России, входящая в Махнёвское муниципальное образование. 

## Географические положения
Деревня Шмакова расположена в 65 километрах (в 89 километрах по автодороге) к северу от города Алапаевска, на левом берегу реки Тагил.

## Население
| 2002 | 2010 |
| ---- | ---- |
| 8    | ↘5   |